# ولاية المصنعة
ولاية المصنعة هي ولاية في محافظة جنوب الباطنة في منطقة الباطنة في الجزء الشمالي من سلطنة عمان، وتشتهر بالصناعة والزراعة. تضم ضمن أراضيها عدة قرى. تحدها من الغرب ولاية السويق ومن الشرق ولاية بركاء ومن الجنوب ولاية الرستاق. وتعد المصنعة ولاية ساحلية، إذ أنها تتمتع بشاطئ طويل وجميل تتناثر على رماله القرى ذات الطابع العماني القديم ويعمل معظم سكان هذه القرى الساحلية في صيد الأسماك.

## الموقع
وتعد الولاية ذات موقع استراتيجي حيث أنها تتوسط عددا من الولايات المهمة مثل ولاية بركاء التي تحتضن مشروع المدينة الزرقاء، وهو مشروع يتخذ من منطقة السوادي مكانا له، والسوادي هي المنطقة الفاصلة بين المصنعة وبركاء، كما أنه يمكن من خلالها الوصول إلى ولاية الرستاق وهي ولاية معروفة بتاريخها العريق وبقلاعها وحصونها وجبالها الشامخة، وحدائقها الغناء وعيونها الحارة وأوديتها الجميلة، إذ لا بد أن يمر جميع زوار ولاية الرستاق بولاية المصنعة إلا الذين يذهبون عن طريق ولاية نخل أو السويق، وهي طرق لا تتمتع بالشعبية الكبيرة مثل طريق الملدة المؤدي إلى ولاية الرستاق. وفي الأخير تتاخم الولاية من جهة الغرب ولاية السويق ذات التعداد السكاني العالي والمساحة الشاسعة مما له عظيم الأثر في زياد الحركة التجارية بين الولايتين.
و من أبرز علمائها هو الخليل بن أحمد الفراهيدي المولود بقرية ودام الساحل وسكن البصرة ومات هناك. وتشتهر بوجود شجرة الأراك، وأهم الفنون الموجودة فيها الرزحه وتشتهر بصناعة مراكب الشاش (و هي قوارب مصنوعة من شجر النخيل) وصناعة النيله لصبغ ملابس النساء، والأبواب الخشبية، تضم عددا من الحصون والقلاع والأسوار، يصل مجموعها إلى 15 معلم.

## معالم
ومن أهم المعالم الحديثة الموجودة بالمصنعة، هي قاعدة سعيد بن سلطان البحرية الموجودة بودام الساحل، كما توجد قاعدة المصنعة الجوية بالملدة. ويتم البدء حاليا بمشروع المدينة الرياضية في ودام الساحل يدخل جزء منها بالعويد، وهو من المشاريع الحديثة المهمة والذي من شأنه أن يخدم سكان الولاية والولايات المجاورة بشكل كبير. وسيتم البدء أيضا بمشروع آخر وهو المدينة الطبية، إذ يتخذ هذا المشروع من المنطقة الوقعة بين أبو عبالي والمحارة مقرا له، وعندما يتم الانتهاء من هذا المشروع فإنه سيكون معلما من معالم النهضة العمانية الحديثة.

## التعليم
وأما من ناحية الخدمات التعليمية في الولاية فتوجد بالولاية مدارس ابتدائية وإعدادية وثانوية عديدة، لعل من بينها مدرسة الشعيبة ومدرسة الأمام الصلت بن مالك، ومدرسة أم حبيبة ومدرسة أسعد بن زراره ومدرسة شمس الهدى، ومدرسة خنبش ومدرسة الخليل بن أحمد الفراهيدي، ومدرسة كعب بن سور، وعدد من المدارس الحكومية والخاصة المتمثلة في المراحلة التمهيدية والروضة وبعض فصول المراحل الابتدائية. كما تضم الولاية كلية تقنية تسمى كلية المصنعة التقنية.

## الصحة
وأما من ناحية الخدمات الصحية، فيوجد بالولاية مركزين صحيين واحد منهما في الملدة والآخر في الشعيبة. كما يوجد بالولاية عددا من العيادات الخاصة المنتشرة في قراها المختلفة.

## الأسواق
ومن أهم أسواق الولاية هو سوق الطريف الذي يمكن للشخص أن يجد فيه جميع مستلزماته اليومية. فبه سوقا شعبية للخضار وبيع السمك، وبه محلات عديد ومتنوعة لبيع الملابس والأجهزة الإلكترونية، وبه مقاهى عديدة، ومحلات حلاقة ومحلات بيع مواد صحية، ومحطات لتعبئة الوقود، كما شهد السوق حديثا وجود عددا من المراكز التجارية الكبيرة. ويوجد بالسوق أيضا فرعا لبنك مسقط وللبنك الوطني ولبنك عمان الدولي، كما يوجد بمركز الولاية بالنفس، في حلة الحصن، سوق شعبية بجنب البحر يباع فيها السمك في أول الصباح بنظام المزابنه أو كما يعرف محليا بالمناداة، كما يوجد بالولاية أيضا سوق حيوي آخر وهو سوق المغسر.

## الترفيه
من الناحية الترفيهية، فيوجد بالولاية حديقتين عامتين صغيرتين واحدة منهما بالملدة والأخر بالشعيبة. وتضم هاتان الحديقتان ألعاب أطفال بسيطة، حيث أن الهدف منها هو توفير مكان عائلي هادئ يشتمل على بعض الألعاب التي تمنع شعور الأطفال بالملل عندما يكونون هناك برفقة عائلتهم.

## الرياضة والثقافة
أما من الناحية الرياضية والثقافية، فإن الولاية لديها ناد يعد من أعرق فرق منطقة الباطنة نادي المصنعة الرياضي. كما تضم الولاية عددا من الفرق الأهلية الرياضية والثقافية أهمها فريق الشعيبة وهو فريق تم إعادة بناء مرافقه حديثا ويضم ملعبا معشبا لكرة القدم وملعبا للطائرة ومسجدا ومقرا للاعبين ومدرجات ومنصة رئيسية كما أن الملعب مجهز بالإنارة وبأحدث نضم الري. كما أن من بين الفرق الأهلية المهمة والمعشبة في الولاية فريق محارة وشباب ودام الساحل، وفريق الملدة، وفريق الطريف والسور، كما أن هناك فرق أخرى غير معشبة ولكنها قوية مثل التعاون والعربي والانتصار والمغسر والاتحاد وأبو عبالي الساحل والنور والشاطيء والقرط والقريم والتضامن والعديد من الفرق الأخرى.
كما تشتهتر الولاية أيضا بتربية الإبل الأصيلة، والتي تلقى اهتماما كبيرا جدا من قبل سكان الولاية ويوجد مضمار خاص بالولاية لسباقات الهجن. كما يوجد بالولاية أيضا حلبتين لمصارعة الثيران واحدة في المنطقة الواقعة بين الشعيبة ومركز الولاية، وأخرى بقرية أبو عبالي الساحل.

## وصلات خارجية
- ولاية المصنعة من موقع وزارة الإعلام العمانية